# شیوا مکی‌نیان
شیوا مکی‌نیان (زاده ۱۶ تیر ۱۳۶۰ در اصفهان) هنرپیشه اهل ایران است. وی با حضور متعدد در جشنواره‌های معتبر تئاتر دنیا از سن ۱۸ سالگی تاکنون توانسته بیشترین تعداد اجراهای خارج از کشور را در میان بازیگران ایرانی داشته باشد. بازی در آثاری به زبان‌های انگلیسی و فرانسوی از جمله شاخصه‌های وی محسوب می‌شود.
وی علاوه بر دریافت جایزه بهترین بازیگر زن در بیست و ششمین جشنواره بین‌المللی تئاتر فجر و بازیگر برگزیده کانون ملی منتقدان تئاتر ایران در سال ۱۳۹۲، در سه دوره جشنواره تئاتر فجر و دو دوره جشن بازیگر نامزد دریافت بهترین بازیگر زن بوده است. وی همچنین در سال ۱۴۰۳ عضو داوران صحنه‌ای در جشنواره تئاتر استان تهران بوده است.
شیوا مکی نیان علاوه بر بازیگری تئاتر، در سینما نیز فعالیت دارد. بازی در فیلم‌های سینمایی عطر داغ، اگزما، عشق و جنون، شهر آشوب و راز کوچه بن‌بست از جمله آثار سینمایی وی به‌شمار می‌رود.او تاکنون با کارگردانانی همچون روبرتو چولی، هادی مرزبان، آرش دادگر و آرش عباسی در تئاتر همکاری داشته است.

## زندگی
شیوا مکی نیان از سال ۱۳۷۸ با بازی در تئاتر فعالیت خود را در اصفهان آغاز کرد. سپس تحصیلات آکادمیک خود را در مقطع کارشناسی و در رشته تئاتر با گرایش بازیگری در دانشگاه هنر و معماری تهران گذراند. پس از آن در رشته تئاتر با گرایش بازیگری در دانشگاه تربیت مدرس تهران در مقطع کارشناسی ارشد تحصیل نمود. شیوا مکی نیان پایان‌نامه کارشناسی ارشد خود را با عنوان "زندگی و آثار یک بازیگر مرد؛ مهدی هاشمی (با رویکرد به تحلیل متدهای مرسوم در تجربیات بازیگری)" ارائه نمود که توانست رتبه A را از داوران دریافت نماید.

## آثار

### بازیگری تئاتر
| نام تئاتر                               | نقش         | کارگردان           | سال         | اجرا شده در |
| --------------------------------------- | ----------- | ------------------ | ----------- | --- |
| کلوچه پز ناشی                           | دختر        | محسن میرزاخانی     | ۱۴۰۰        | تهران، پردیس تئاتر شهرزاد |
| دکتر نون زنش را بیشتر از مصدق دوست دارد | خانم کوچیک  | هادی مرزبان        | ۱۴۰۰        | تهران، سالن اصلی تئاتر شهر |
| شب روی سنگفرش خیس                       | نوشین       | هادی مرزبان        | ۱۳۹۱        | تهران، سالن استاد سمندریان تماشاخانه ایرانشهر |
| پارتی                                   | لیلی        | آرش عباسی          | ۱۳۹۸        | تهران، تالار سایه تئاترشهر |
| Me                                      | عروس        | شیوا مکی نیان      | ۱۳۹۸        | اسپانیا (بارسلون) |
| Silent House                            | شیوا        | مهدی مشهور         | ۱۳۹۷–۱۳۹۸   | آلمان (دونزدورف) / انگلستان (برایتون) / کانادا (لیورپول - هالیفکس - رجاینا) / فرانسه (اوینیون) / اسکاتلند (ادینبرو) / استرالیا (آدلاید) / روسیه (مسکو) / تهران، تالار سایه تئاترشهر |
| The Door                                | مستانه      | مهدی مشهور         | ۱۳۹۵–۱۳۹۷   | سوئد (استکهلم) / کانادا (تورنتو) / فرانسه (اوینیون) / اسپانیا (بارسلون) / استرالیا (آدلاید)                                                                                         |
| موهای بلوند                             | شیرین       | اصغر خلیلی         | ۱۳۸۵–۱۳۸۶   | فرانسه / آلمان / بلژیک / هلند / تهران، تالار سایه تئاترشهر - خانه نمایش / یاسوج، اداره تئاتر / اصفهان، تالار سوره                                                                   |
| تعبیر یک رؤیا                           | عفت         | خیرالله تقیانی پور | ۱۳۹۲        | تهران، تالار قشقایی تئاترشهر / تهران، جشنواره تئاتر فجر، تالار قشقایی تئاترشهر |
| بازگشت افتخار آمیز مردان جنگی           | اگنس        | آرش دادگر          | ۱۳۹۰        | تهران، تالار حافظ – جشنواره بین‌المللی تئاتر فجر |
| سرخ آب                                  | گردآفرید    | اصغر خلیلی         | ۱۳۸۳ – ۱۳۸۲ | آلمان (فرایبورگ) / تهران، جشنواره تئاتر فجر، سالن اصلی تئاترشهر / اصفهان، تالار هنر / شیراز، تالار حافظ                                                                             |
| چسب زخم                                 | مهراوه      | محمد ایمانی        | ۱۳۹۵        | تهران، تئاتر باران |
| قصه‌های من و بابام                       | دختر بچه    | خیرالله تقیانی پور | ۱۳۹۴–۱۳۹۵   | تهران، سالن حوزه هنری / هندوستان (دهلی نو) |
| پپرونی                                  | رویا        | مسعود طیبی         | ۱۳۹۳        | تهران، جشنواره بین‌المللی تئاتر فجر، سالن اصلی تئاترشهر |
| دومینوی الهی                            | زن کفش ساز  | مهدی امین لاری     | ۱۳۹۱        | تهران، جشنواره بین‌المللی تئاتر فجر، تالار سایه تئاترشهر |
| حریم                                    | دختر پادشاه | آرش دادگر          | ۱۳۹۰        | تهران، سالن آزادی |
| من نمیتونم ما میتونیم                   | کوچولو ۱    | اصغر خلیلی         | ۱۳۸۹        | آلمان / هندوستان |
| خرمشهر 11                               | خانوم مدیر  | اصغر خلیلی         | ۱۳۸۷–۱۳۸۸   | تهران، تالار قشقایی تئاترشهر / خوزستان، اداره تئاتر |
| دایره گچی‌قفقازی                         | گروشه       | اصغر خلیلی         | ۱۳۸۶        | کار مشترک ایران و آلمان - آلمان |
| آوازهای ماندالا                         | معلم        | اصغر خلیلی         | ۱۳۸۶        | فرانسه / آلمان / بلژیک / هلند |
| اُترارنامه                               | زن          | اصغر خلیلی         | ۱۳۸۴–۱۳۸۵   | تهران، تالار قشقایی تئاترشهر / آلمان |
| آخر دنیا                                | زن زندانی   | آریان رضایی        | ۱۳۹۴        | تهران، تئاتر باران |
| دایره                                   | سرباز       | اصغر خلیلی         | ۱۳۸۵        | آلمان / هلند |
| زندگی میان آتش                          | سعیده       | اصغر خلیلی         | ۱۳۸۹        | تهران، سالن سایه تئاترشهر |
| گفتگو با باد                            | اَروی        | شیوا مکی نیان      | ۱۳۸۵        | تهران، جشنواره تئاتر فجر، کارگاه نمایش تئاتر شهر / تهران، اداره تئاتر |
| فولاد هرگز زنگ نمی‌زند                   |             | زری اِماد           | ۱۳۹۴        | تهران، جشنواره مقاومت |
| تراژدی جنگ                              |             | اصغر خلیلی         | ۱۳۸۷        | تهران، تالار قشقایی تئاترشهر |
| نظمیه زنان                              | مه لقاء     | اصغر خلیلی         | ۱۳۸۹        | تهران، سالن قشقایی تئاترشهر |

### بازیگری سینما و فیلم کوتاه
| نام فیلم     | نقش   | کارگردان           | تهیه‌کننده                               | سال  | قالب         |
| ------------ | ----- | ------------------ | --------------------------------------- | ---- | ------------ |
| بیرون پشت در | مادر  | علی شورورزی        | حسین مهروقی سینمای جوانان ایران نیشابور | ۱۳۹۹ | فیلم کوتاه   |
| واسطه‌ها      | زن    | سیامک کاشف آذر     | سیامک کاشف آذر                          | ۱۳۹۹ | فیلم کوتاه   |
| عطر داغ      | ملیحه | علی ابراهیمی       | امیر شهاب رضویان                        | ۱۳۹۶ | فیلم سینمایی |
| اگزما        | رویا  | مهران مهدویان      | علی یازرلو - علی فاتحی                  | ۱۳۹۵ | فیلم سینمایی |
| 655          |       | عبدالمهدی آگاه منش | عبدالمهدی آگاه منش                      | ۱۳۹۵ | فیلم کوتاه   |
| راه پنهان    |       | بهروز سبط رسول     | بهروز سبط رسول                          | ۱۳۹۵ | فیلم کوتاه   |
| عشق و جنون   |       | حسن نجفی           | محمدرضا احمدی                           | ۱۳۹۴ | فیلم سینمایی |

### تله تئاتر
| نام اثر   | نقش | کارگردان   | سال  |
| --------- | --- | ---------- | ---- |
| اترارنامه | زن  | اصغر خلیلی | ۱۳۸۴ |

### مجموعه تلویزیونی
| نام اثر  | نقش                  | کارگردان   | سال  |
| -------- | -------------------- | ---------- | ---- |
| پایتخت ۷ | شهربانو تقی‌پور (شری) | سیروس مقدم | ۱۴۰۳ |

## اجرای عموم و جشنواره‌های بین‌المللی
- فستیوال تئاتر مونولیت (بارسلون) - Me - 2019[۴۹]
- فستیوال فرینج آدلاید - Silent House - 2018[۵۰]
- فستیوال بین‌المللی تئاتر ادینبرو -[۵۱] Silent House - 2017
- فستیوال تئاتر شبهای سفید (مولهایم) - ۱۳۸۶ - دایره گچی قفقازی[۵۲]
- فستیوال تئاتر روهِر - ۱۳۸۵ - دایره[۵۳]
- فستیوال تئاتر روهِر - ۱۳۸۵ - اترارنامه[۵۳]
- اجرای عموم (کلن) - ۱۳۸۶ - موهای بلوند[۵۴]
- فستیوال فرینج برایتون -[۵۵] Silent House - 2017
- جشنواره بین‌المللی تئاتر استف سوئد -[۵۶] The Door - 2016
- جشنواره تئاتر مسکو -[۵۷] Silent House - 2017
- فستیوال آوینیون -[۵۸] The Door - 2017
- فستیوال بین‌المللی تئاتر لیورپول -[۵۹] Silent House - 2017
- فستیوال فرینج تورنتو -[۶۰] The Door - 2017

## داوری

### داوری جشنواره
- داوری جشنواره تئاتر استان تهران از ۲۶ آبان تا ۱ آذر ۱۴۰۲[۶۱]

## جوایز و افتخارات

### جوایز[۶۲]
- دریافت جایزه بهترین اثر نمایشی فستیوال تئاتر مونولیت اسپانیا برای نمایش «Me"[۴۹]
- دریافت جایزه بهترین بازیگر جشنواره بین‌المللی تئاتر فجر برای نمایش «اترارنامه»[۶۳]
- دریافت جایزه بازیگر برگزیده سال از طرف کانون ملی منتقدان برای نمایش «شب روی سنگفرش خیس»؛[۶۴] ۱۳۹۲
- دریافت جایزه بهترین بازیگر جشنواره تئاتر صاحبدلان برای نمایش «گفتگو با باد»؛[۶۵] ۱۳۹۱
- دریافت جایزه بهترین بازیگر جشنواره سراسری ماه برای نمایش «شاعرهٔ آتش»؛[۶۶] ۱۳۸۵

### نامزدی
- کاندیدای بازیگری جشنواره بین‌المللی تئاتر لیورپول کانادا - برای بازی در نمایش «Silent House";[۶۷] ۲۰۱۸
- کاندیدای بازیگری جشنواره بین‌المللی تئاتر فجر برای بازی در نمایش «سرخ آب»؛[۶۸] ۱۳۸۲